# Новомрясово
Новомрясово (баш. Яңы Мерәҫ) — деревня в Давлекановском районе Башкортостана, входит в состав Имай-Кармалинского сельсовета. 

## Население
| 2002 | 2009 | 2010 |
| ---- | ---- | ---- |
| 144  | ↗151 | ↗170 |

Согласно переписи 2002 года, преобладающая национальность — башкиры (96 %).

## Географическое положение
Расстояние до:
- районного центра (Давлеканово): 48 км,
- центра сельсовета (Имай-Кармалы): 10 км,
- ближайшей ж/д станции (Давлеканово): 48 км.

## Известные уроженцы
- Юсупов, Белял Магтасимович (1904—1999) — советский горный инженер. Доктор геолого-минералогических наук (1959), профессор (1969).